# Propan
Propan, C
3H
8 – organiczny związek chemiczny z grupy alkanów, bezbarwny i bezwonny gaz. Ma większą gęstość od powietrza.
Propan jest nierozpuszczalny w wodzie, rozpuszcza się w etanolu i eterze dietylowym. Występuje w niewielkich ilościach w gazie ziemnym oraz w większych ilościach w ropie naftowej. Z ropy naftowej wydziela się go w czasie destylacji w formie mieszaniny z butanem, którą stosuje się jako paliwo, znane jako LPG służące do napełniania butli do kuchenek oraz napędzania pojazdów. Spalenie 1 kg gazu powoduje powstanie ok. 1,6 kg wody i 3 kg dwutlenku węgla.
Propan, jak wszystkie alkany, jest mało reaktywny. W podwyższonych temperaturach ulega reakcji spalania i reaguje z chlorowcami, w wyniku czego powstaje mieszanina chlorowcopochodnych propanu. Propan jest reagentem w wielu syntezach organicznych, jest też badany jako potencjalny surowiec w syntezie propylenu i kwasu akrylowego. Jest również wykorzystywany do produkcji tzw. green gas, który powstaje po dodaniu niewielkiej ilości oleju silikonowego i stosowany jest w replikach ASG.